# Глухарёв переулок
Глухарёв переу́лок — небольшая улица в центре Москвы в Красносельском районе между Большой Спасской улицей и Грохольским переулком.

## Происхождение названия
Назван в 20-е гг. XX века по фамилии домовладельца, купца А. П. Глухарёва (в середине XIX века — Глухарёвский переулок). В начале XIX века назывался Калининским переулком — по усадьбе купца Никифора Калинина, владельца шёлковой фабрики; позже — 2-й Коптельский переулок — по находившемуся там кабаку «Коптелка» (видимо, в истории их именований произошла путаница).

## Описание
Глухарёв переулок начинается слева от Большой Спасской улицы, проходит на северо-запад, направо от него отходит Живарёв переулок, заканчивается на Грохольском переулке напротив Астраханского.